# مايت كوناب
مايت كوناب مواليد 23 سبتمبر 1982 في إستونيا، هو لاعب كرة مضرب إستوني. أفضل ترتيب له كان في 4 أغسطس 2008 عندما وصل إلى المركز 705، بينما في الزوجي وصل ترتيبه على العالم 377 في 4 يوليو 2005. ويعمل حاليا مكدرب كرة مضرب.

## روابط خارجية
- مايت كوناب على موقع رابطة محترفي التنس (الإنجليزية)
- مايت كوناب على موقع الاتحاد الدولي لكرة المضرب (الإنجليزية)
- مايت كوناب على موقع كأس ديفيز (الإنجليزية)
- مايت كوناب على موقع خلاصة التنس.كوم (الإنجليزية)